# 테크노스릴러
테크노스릴러(Techno-thriller)는 정치, 군사, 외교, 첩보, 음모, 과학 등의 기술의 위협을 취급한 장르이다. 컴퓨터와 생명 공학을 다룬 설정이 많다.
테크노스릴러는 SF, 스릴러, 스파이 픽션, 액션, 전쟁 소설에서 파생된 하이브리드 장르이다. 주제에 대한 기술적 세부 사항(일반적으로 군사 기술)의 불균형한 정도(다른 장르에 비해)를 포함한다. 이 장르는 20세기 초에 존재하기 시작하여 자리를 잡았고 20세기 중반에 이 장르에 집중하여 더욱 발전했다.

## 같이 보기
- 사이버펑크
- 밀리터리 SF